# Coelioxys circumscriptus
Coelioxys circumscriptus är en biart som beskrevs av Heinrich Friese 1905. Coelioxys circumscriptus ingår i släktet kägelbin, och familjen buksamlarbin. Inga underarter finns listade i Catalogue of Life.